# Fischerwerke
Il Fischerwerke è un gruppo industriale tedesco attivo nel campo dei fissaggi strutturali (Fischer-Dübel), nell'interior design di autoveicoli, giochi di costruzioni (Fischertechnik, FischerTIP). L'azienda fu fondata nel 1948 nel Baden-Württemberg presso  Waldachtal come Artur Fischer GmbH & Co. KG.

## Storia
L'azienda viene fondata nel 1948 presso Hörschweiler di Waldachtal da Artur Fischer. Primi prodotti furono interruttori elettrici e accendini. L'invenzione del flash sincrono risale al 1949 con una espansione immediata e il trasferimento nella frazione di Tumlingen. Con il S-Dübel, fatto in Nylon, risalente al 1958 si ottiene il successo commerciale. Nel 1965 viene creato il sistema modulare fischertechnik.
Nel 1980 Klaus Fischer viene posto a capo della azienda, con 1480 dipendenti e 80 milioni di euro di fatturato. Nel 1982 con il prodotto CBOX l'azienda entra nel settore automotive. Nel 1993 acquisisce la Upat di Emmendingen e nel 1997 la Rocca. La divisione automotive nel 2001 diventa Fischer automotive systems GmbH & Co. KG presso Horb am Neckar. Anche la Fischertechnik nel 2004 diventa una autonoma GmbH. Lo stesso anno viene creata la Fischer Consulting GmbH. Dal 2009 produce sistemi di fissaggio per il legno.